# Fahne und Wappen des Kantons Appenzell Innerrhoden
Die Fahne und das Wappen des Kantons Appenzell Innerrhoden stellt einen schwarzen, aufrecht gehenden Bären auf weissem (heraldisch: silbernem) Grund dar.
Es ist identisch mit dem Wappen des Kanton Appenzell vor der Teilung 1597.
Der Bär wurde aus dem Wappen der Fürstabtei St. Gallen übernommen und wurde bereits auf dem Appenzeller Banner während der Appenzellerkriege im frühen 15. Jahrhundert geführt.

## Blasonierung
Die  Blasonierung des Wappens des Kantons Appenzell Innerrhoden nach Mühlemann (1977) lautet: In Silber ein aufrechter, rot gezungter und bewehrter schwarzer Bär.

## Geschichte

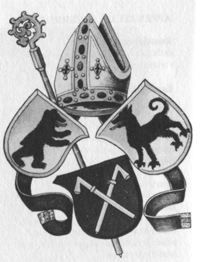
Wappen des Abtes Ulrich Rösch, flankiert vom Doppelwappen der Fürstabtei St. Gallen und der Grafschaft Toggenburg

Appenzell lehnte sich in den Appenzellerkriegen zu Beginn des 15. Jahrhunderts gegen die Herrschaft des Klosters St. Gallen auf. Ein Appenzeller Banner ist bereits für das Jahr 1390 belegt, wahrscheinlich war dieses Banner identisch mit dem, das 1408 bei Bregenz verloren wurde. Laut Joachim Vadian (1484–1551) zeigte es den St. Galler Bären mit dem heiligen Mauritius im Eckquartier. Der Bär ist ein Attribut des heiligen Gallus,
und wurde früh in den Siegeln der Fürstabtei St. Gallen und ihrer Herrschaften geführt. Das älteste Siegel von Appenzell von 1401 zeigt den Bären noch auf allen Vieren gehend, mit der Inschrift Universitas terre in Abbatiscella.
Die ältesten erhaltenen Banner sind: das Banner der Talschaft Urnäsch (um 1400), mit dem Bären  an der Seite des Apostels Philippus, und das Landesbanner von Appenzell (später als 1401), das nur den Bären auf weissem Grund zeigt.
Seit 1429 war das unabhängige Appenzell zugewandter Ort der Eidgenossenschaft, 1513 trat es der Eidgenossenschaft bei als der letzte der Dreizehn Alten Orte.
Seit dieser Zeit führte der Kanton Appenzell auch das Wappen mit dem schwarzen Bären in silbernem Feld.
Ebenfalls erhalten ist das Banner, das im Schwabenkrieg getragen wurde, mit der Jahreszahl 1499.
Es wurde von Anfang her darauf geachtet, dass es sich beim Wappentier um einen männlichen Bären, nicht etwa eine Bärin handelt. Als 1477 das Wappen in einem Kalender veröffentlicht wurde, konnte man das Geschlecht des Tieres nicht erkennen. Dies führte zu einem Eklat: Die Regierung des Kantons forderte den Hersteller auf, alle Kalender zu vernichten.
1597 kam es aus konfessionellen Gründen zur Spaltung des Kantons Appenzell in die beiden heutigen (Halb-)Kantone Appenzell Innerrhoden und Appenzell Ausserrhoden (Landteilung).
Nachdem die Schiedsrichter bei der Landteilung entschieden, dass die Innerrhoder das Wappen des ungeteilten Kantons weiterverwenden durften, musste Ausserrhoden ein neues Wappen kreieren. Es vollzog dies mit dem Hinzufügen der Buchstaben «U» (als «V» geschrieben) und «R», die für «Ussere Roden» stehen (= Ausserrhoden).

## Wappen des Hauptortes Appenzell
Der Ort Appenzell (auch Bezirk genannt) hat denselben Bären im Wappen, allerdings mit einem roten Kreis in seinen Pranken. Dies soll die Einheit des Ortes und gleichzeitig seine Bedeutung als Hauptort des Kantons aufzeigen.